# Carme Elías
Carme Elías właśc. Carmen Elías Boada (ur. 14 stycznia 1951 r. w Barcelonie) – hiszpańska aktorka. W 2009 roku otrzymała hiszpańską nagrodę filmową Goya za najlepszą kobiecą rolę w filmie Camino. Jest żoną reżysera i aktora Joana Potau.

## Filmografia
- 2008: Camino jako Gloria
- 2006: Heavy
- 2006: Uciec przed perzeszłoscią (Los Aires difíciles) jako Sara
- 2006: Electroshock jako Pilar
- 2004: Cien maneras de acabar con el amor jako Lola
- 2004: Sévigné jako Núria Fruchtman d'Abadal
- 2003: Haz conmigo lo que quieras jako Eutimia
- 2002: Bestiario jako Lola
- 2001: Costa! jako Suarez
- 2000: Umrzeć (albo nie) (Morir (o no)) jako żona reżysera
- 2000: Bernardyn (San Bernardo)
- 1999: No respires: El amor está en el aire jako Julia
- 1999: Manos de seda jako Silvia
- 1998: Nie mów nikomu (No se lo digas a nadie) jako Maricucha
- 1998: Agujetas en el alma jako Carmen
- 1997: W hołdzie starszym kobietom (En brazos de la mujer madura) jako Irene
- 1995: Kwiat mego sekretu (La Flor de mi secreto) jako Betty
- 1994: Los Peores años de nuestra vida jako Carola
- 1994: Les Gens d'en face
- 1991: El Rey pasmado jako Abesse
- 1990: Pont de Varsòvia
- 1988: Demasiado viejo para morir joven jako Amalia
- 1986: Układanka (The Puzzle)
- 1984: Stico jako María
- 1982: Luis y Virginia jako Virginia
- 1981: Barcelona sur
- 1978: L'Orgia

## Seriale telewizyjne
- 2008: Herederos jako Manuela
- 2008: La Mandrágora jako Goneril, hija de Lear / Yocasta /Helene Hanff
- 2006: Mar de fons jako Montserrat Fontcuberta
- 2000: Antivicio jako Pilar
- 1998: Señor Alcalde jako Alicia
- 1994: Arnau jako Sanchia
- 1986: La Comedia dramática española
- 1986-1987: Turno de oficio jako Eva
- 1984: Cuentos imposibles
- 1983: Anillos de oro jako Elsa

## Nagrody
- Nagroda Goya Najlepsza aktorka: 2009 Camino